# 女神辦公室 (第二季)
《女神辦公室》（第二季）（英語：The Goddess Office (II)），是香港亞洲電視与廣西電視台联合製作的青春處境劇，以高清技術拍攝，由付然、白莫菲、鍾思華、劉杰、王爭、陳鍇、王柯達、黃華等領銜主演。在2015年4月1日，行政會議宣佈不再續牌照給亞視之後，該劇是亞視最後一套合拍的電視劇。

## 故事大綱
為了追求夢想，在辭職空姐悠悠（付然飾）的帶領下，四位受到各种挫折的女孩進入了移動互聯網行業。她們憑著青春激情和幾分運氣，開發出一個極富想像力的移動互聯APP產品「女神幫」，為那些缺乏戀愛經驗卻渴望愛情的人們提供幫助。

## 播放平台
以下時間以當地時間為準
| 頻道       | 國家/地區 | 播放日期及時間            | 當地時區 |
| ---------- | --------- | ------------------------- | -------- |
| 亞視本港台 | 香港      | 2014年10月13日19:00-19:30 | UTC +8   |

註：
1. ↑  以播映時間先後排列

## 演員

### iBeauty
| 演員   | 角色   | 人物性格 | 暱稱/關係 |
| 付然   | 秦悠悠 | 前空姐 2014年為25歲 不擅長人際鬥爭 於第1集被乘客在飛機上騷擾後辭職空姐，並與莫菲、謝詩華、劉杰一起創立iBeauty | 悠悠      |
| 白莫菲 | 莫菲   | 嫩模、小演員 2014年為24歲 發巨星夢 於第1集被電影公司老闆在酒吧騷擾，與秦悠悠、謝詩華、劉杰一起創立iBeauty     | 莫菲      |

## 各集主題
| 2014年 |              |          |                |
| 集數   | 香港首播日期 | 主題名稱 | 故事主人翁     |
| 1      | 10月13日     | 女神来了 | 常健新、温詩詩 |

## 記事
- 2014年7月29日：於廣州番禺珠江電影集團進行開鏡儀式，執行董事葉家寶、助理副總裁周寶蓮、袁潔儀、許瑩及林睿參觀拍攝場景。[4]
- 2014年9月11日：於觀塘一食肆進行外景拍攝，黃集鋒、白莫菲及劉傑參與演出。 [5]
- 2014年9月12日：於亞洲電視大埔總台地下大堂進行開鏡拜神記者會。 [6]
- 2014年11月20日：由於亞視出現財困問題，香港版劇集暫停製作，內地版則繼續製作。

## 外部連結
- 女神辦公室 - 亞視官方網站